# NGC 6629
NGC 6629 – mgławica planetarna położona w gwiazdozbiorze Strzelca. Została odkryta 7 sierpnia 1784 roku przez Williama Herschela.